# Sydvestjysk Brandvæsen
Sydvestjysk Brandvæsen (SVJB) er pr. 1. januar 2015 en sammenlægning af beredskaberne fra Esbjerg, Fanø og Varde kommuner og ledes af en fælleskommunal beredskabskommision, der er ansvarlig overfor de tre byråd.
Der er ti brandstationer i SVJB's dækningsområde med administrationen på beredskabsstationen i Esbjerg.
Bemandingen er en blanding af Falck og kommunale brandfolk. På stationen i Esbjerg er der døgnvagt med 1 minuts beredskab; på de øvrige stationer er der 5 minutters beredskab. Derudover er der tilknyttet frivillige i det supplerende beredskab på stationerne i Varde og Esbjerg samt ved beredskabsstationen på Vangled på Fanø.